# Third Party System
Il Third Party System - o Terzo sistema bipartitico - è il modello utilizzato nella storia e nelle scienze politiche per descrivere il sistema dei partiti politici degli Stati Uniti nel periodo compreso tra il 1850 ed il 1890, caratterizzato da profondi sviluppi sulle questioni del nazionalismo statunitense, della modernizzazione del paese e sulle politiche razziali. Questo periodo, la cui parte finale è spesso chiamata Gilded Age, è definito, per contrasto, sia al precedente periodo del Second Party System, che quella successiva, ovviamente denominata Fourth Party System.
Il periodo fu dominato dal nuovo Partito Repubblicano, che, sorto poco prima della Guerra Civile, rivendicò il successo nel salvare l'Unione, abolire la schiavitù e concedere il diritto di voto ai liberti, adottando molti programmi di modernizzazione in linea con gli obiettivi del partito Whig, come l'istituzione di banche pubbliche (i.e., di proprietà dello stato), la costruzione di un'efficiente rete ferroviaria, un sistema tariffario con aliquote elevate, la distribuzione dei terreni nelle terre selvagge, spesa sociale (come maggiori finanziamenti pensionistici per i veterani della guerra civile) ed aiuti economici alle università garantiti dalle proprietà demaniali. La maggior parte delle elezioni dal 1876 al 1892 furono estremamente serrate, i Democratici vinsero solo le elezioni presidenziali del 1884 e del 1892 (vinsero anche il voto popolare nelle elezioni presidenziali del 1876 e del 1888, ma persero il voto del collegio elettorale), anche se, dal 1875 al 1895, il partito controllò la Camera dei rappresentanti degli Stati Uniti ed il Senato degli Stati Uniti, dal 1879 al 1881 e poi ancora dal 1893 al 1895. Alcuni studiosi sottolineano che le elezioni del 1876 videro un riallineamento degli obiettivi politici e il crollo del sostegno alla Ricostruzione.
Gli stati settentrionali ed occidentali erano in gran parte repubblicani, ad eccezione di New York, Indiana, New Jersey e Connecticut che furono maggiormente equilibrati e contendibili. Dopo il 1876, i Democratici presero il controllo del cosiddetto "Solido Sud".

## Comportamento degli elettori
Come il precedente secondo sistema bipartitico, il terzo fu caratterizzato da un forte interesse degli elettori ai temi politici che si riflesse in una affluenza alle urne generalmente elevata ed in una incrollabile fedeltà al proprio partito gerarchicamente organizzato con decisioni dipendenti dalle conventions e con l'uso sistematico di incarichi governativi a beneficio dei componenti, o simpatizzanti, del partito, noto come spoils system. Inoltre, il ruolo dei partiti si avvertiva come cruciale nelle città di più di 50.000 abitanti o nei quartieri sviluppati delle crescenti metropoli americane con "capi" cittadini che potevano coordinare i voti degli affiliati, in particolare degli immigrati recenti. Anche nel terzo sistema, i giornali continuarono ad essere il principale mezzo di comunicazione, con la grande maggioranza di essi strettamente legata all'uno o all'altro partito.

## Base elettorale dei partiti
Entrambi i partiti erano costituiti da ampie coalizioni di elettori diversi. Nel Nord, gli uomini d'affari, i proprietari di negozi, gli artigiani, gli impiegati e professionisti favorirono i repubblicani, così come gli agricoltori più moderni e orientati al commercio. Nel Sud, i repubblicani ottennero un forte sostegno dai liberti (afroamericani appena affrancati), ma il partito era solitamente controllato dai bianchi locali ("scalawags") e dagli yankee opportunisti ("carpetbaggers"). La questione razziale attirò nel Partito Democratico la grande maggioranza della popolazione bianca degli Stati meridionali.
Il Partito Democratico era dominato dai cosiddetti "Bourbon Democrats", conservatori e attenti al ceto imprenditoriale, che controllarono la convenzione nazionale per circa vent'anni, dal 1868, fino alla loro sconfitta, da parte di William Jennings Bryan, nel 1896. La base elettorale democratica era composta dai tradizionali democratici del nord (molti dei quali ex Copperheads), cui si unirono i cosiddetti "Redentori" nel sud e gli immigrati cattolici, soprattutto irlandesi e tedeschi. Inoltre, il partito attirò, durante il Third Party System, lavoratori non qualificati e vecchi allevatori nelle aree più remote del New England e lungo la valle del fiume Ohio.

## Repubblicani pietisti contro democratici liturgici
Le confessioni religiose erano invece nettamente suddivise in modo preciso tra i due partiti.  Metodisti, congregazionalisti, presbiteriani, luterani scandinavi e altri pietisti del nord erano strettamente legati al Partito Repubblicano. I gruppi liturgici, in particolare cattolici, episcopaliani e luterani tedeschi, guardavano al Partito Democratico per proteggersi dal moralismo pietista, in particolare dal proibizionismo. Anche se entrambi i partiti furono interclassisti in termini economici, è innegabile che i Democratici furono sostenuti in modo più spiccato dai ceti meno abbienti.
Le questioni culturali - in particolare il proibizionismo e il finanziamento pubblico per le scuole cattoliche (così come per le scuole non inglesi di entrambe le confessioni, protestanti e cattoliche) pari a quello delle scuole pubbliche di lingua inglese a base protestante - assunsero maggiore importanza a causa della netta divisione religiosa dell'elettorato. Nel nord, circa il 50% degli elettori erano protestanti pietisti che ritenevano che il governo avesse il compito di ridurre i peccati sociali, come il bere. Le chiese liturgiche, che costituivano oltre un quarto dei voti, volevano, al contrario, che il governo rimanesse fuori dai problemi di moralità personale. I dibattiti e i referendum sul proibizionismo surriscaldarono il clima politico nella maggior parte degli stati per alcuni decenni, e il divieto nazionale fu infine approvato nel 1918 (per essere poi abrogato nel 1932), fungendo da questione dirimente tra i democratici, in gran parte sfavorevoli ad esso, e i repubblicani in maggioranza proibizionisti, sebbene vi fossero una fazione proibizionista all'interno del Partito Democratico ed una anti-proibizionista nel Partito Repubblicano.
| Comportamento di voto per religione, Stati Uniti settentrionali alla fine del XIX secolo | Comportamento di voto per religione, Stati Uniti settentrionali alla fine del XIX secolo | Comportamento di voto per religione, Stati Uniti settentrionali alla fine del XIX secolo |
| Religione                                                                                | % Dem                                                                                    | % Rep                                                                                    |
| Immigrati                                                                                | Immigrati                                                                                | Immigrati                                                                                |
| ---------------------------------------------------------------------------------------- | ---------------------------------------------------------------------------------------- | ---------------------------------------------------------------------------------------- |
| Cattolici irlandesi                                                                      | 80                                                                                       | 20                                                                                       |
| Tutti i cattolici                                                                        | 70                                                                                       | 30                                                                                       |
| Luterani tedeschi confessionali                                                          | 65                                                                                       | 35                                                                                       |
| Tedeschi riformati                                                                       | 60                                                                                       | 40                                                                                       |
| Cattolici franco-canadesi                                                                | 50                                                                                       | 50                                                                                       |
| Luterani tedeschi meno confessionali                                                     | 45                                                                                       | 55                                                                                       |
| Canadesi anglofoni                                                                       | 40                                                                                       | 60                                                                                       |
| Inglesi                                                                                  | 35                                                                                       | 65                                                                                       |
| Settari tedeschi                                                                         | 30                                                                                       | 70                                                                                       |
| Luterani norvegesi                                                                       | 20                                                                                       | 80                                                                                       |
| Luterani svedesi                                                                         | 15                                                                                       | 85                                                                                       |
| Norvegesi haugeani                                                                       | 5                                                                                        | 95                                                                                       |
| Nativi                                                                                   |                                                                                          |                                                                                          |
| Nord                                                                                     |                                                                                          |                                                                                          |
| Quaccheri                                                                                | 5                                                                                        | 95                                                                                       |
| Battisti del libero arbitrio                                                             | 20                                                                                       | 80                                                                                       |
| Congregazionisti                                                                         | 25                                                                                       | 75                                                                                       |
| Metodisti                                                                                | 25                                                                                       | 75                                                                                       |
| Battisti regolari                                                                        | 35                                                                                       | 65                                                                                       |
| Neri                                                                                     | 40                                                                                       | 60                                                                                       |
| Presbiteriani                                                                            | 40                                                                                       | 60                                                                                       |
| Episcopali                                                                               | 45                                                                                       | 55                                                                                       |
| Sud                                                                                      |                                                                                          |                                                                                          |
| Chiesa di Cristo ("Discepoli")                                                           | 50                                                                                       | 50                                                                                       |
| Presbiteriani                                                                            | 70                                                                                       | 30                                                                                       |
| Battisti                                                                                 | 75                                                                                       | 25                                                                                       |
| Metodisti                                                                                | 90                                                                                       | 10                                                                                       |

Fonte: Paul Kleppner, The Third Electoral System 1853–1892 (1979) p. 182

## Riallineamento nel 1850
Il Partito Repubblicano emerse dal grande riallineamento politico della metà degli anni 1850. William Gienapp sostiene che il cambiamento dell'offerta e delle scelte politiche ("grande riallineamento") del 1850, iniziò prima della fine del partito Whig e fu causato non dai politici, ma dagli elettori a livello locale. Le cause principali del riallineamento risiedevano nelle differenze etniche e culturali che caratterizzavano le frizioni tra protestanti pietisti, da una parte, e cattolici, luterani ed episcopali, dall'altra, riguardo al cattolicesimo, al proibizionismo ed al cosiddetto nativismo. Emersero così vari movimenti proibizionisti e nativisti e da essi, basandosi originariamente sulle logge segrete Know Nothing, si impose l'American Party, un partito moralistico che appellandosi alla paura della classe media sulla crescente diffusione della corruzione, identificò questo pericolo con i cattolici e più precisamente con i recenti immigrati irlandesi che sembravano portare criminalità, corruzione, povertà e clientelismo. L'abolizionismo ebbe un ruolo, ma all'inizio era meno importante. L'American Party incarnava le forze sociali del lavoro, ma la sua leadership debole non era in grado di consolidare il consenso con una efficiente organizzazione, e i repubblicani se ne appropriarono. Il nativismo invece era così potente che i repubblicani non potevano evitarlo, ma lo minimizzarono e rivolsero l'ira degli elettori contro la minaccia che i proprietari di schiavi avrebbero acquistato i terreni agricoli ovunque fosse consentita la schiavitù. Il riallineamento fu così potente perché forzò gli elettori a cambiare velocemente partito, come esemplificato dall'ascesa e dalla caduta dei movimenti Know-Nothing, dalla nascita del Partito Repubblicano e dalle scissioni nel Partito Democratico, durante il relativamente breve periodo di transizione del 1854-1858. Il Partito Repubblicano, più motivato in termini ideologici, e maggiormente talentuoso, superò già nel 1856 lo sfortunato American Party e, nel 1858, controllava la maggioranza in ogni stato del nord, e quindi i voti elettorali per le presidenziali del 1860.

## Ideologia
La forza ideologica che guidava il nuovo partito era la modernizzazione e l'opposizione alla schiavitù, minaccia antimoderna. Durante la campagna elettorale del 1856, i repubblicani condussero una crociata a favore del proprio candidato, John C. Frémont, con lo slogan "Suolo libero, lavoro libero, Frémont e vittoria". La campagna fu incentrata su argomentazioni ideologiche tese a denunciare il "potere schiavista" che aveva preso il controllo del governo federale e che avrebbe cercato di rendere legale la schiavitù nei nuovi territori, e forse anche negli stati del nord, dando così l'opportunità ai ricchi proprietari di schiavi di acquistare la terra migliore, minando di conseguenza i salari del lavoro libero (meno concorrenziale rispetto all'opera degli schiavi) e distruggendo le fondamenta stesse della società civile. La risposta democratica fu altrettanto allarmista e si concentrò sull'avvertimento all'elettorato che la vittoria di Frémont avrebbe portato ad una guerra civile. Il leader dei Democratici, il senatore dell'Illinois Stephen Douglas, credeva che solo il processo democratico in ogni stato o territorio avrebbe dovuto risolvere la questione della schiavitù e quando il presidente James Buchanan cercò di forzare la situazione creatasi nel territorio del Kansas per approvare la schiavitù, Douglas ruppe con lui, presagendo la scissione che rovinò il partito nel 1860. Quell'anno, i democratici del nord nominarono Douglas come candidato alla presidenza, mentre l'ala meridionale propose il Vice Presidente uscente John Breckinridge quale sostenitore dei diritti di proprietà e dei diritti degli stati, che in quel contesto significavano schiavitù. Nel Sud, gli ex Whigs organizzarono un partito ad hoc, il "Constitutional Union" Party impegnandosi a mantenere, sulla base della Costituzione, la nazione unita indipendentemente da tutto, dai diritti e le rivendicazioni degli Stati, dalla proprietà o dalla libertà. I repubblicani andarono invece sul sicuro, ignorando esponenti radicali più noti a favore di un politico moderato, proveniente da uno stato di confine, noto per essere un articolato sostenitore della libertà. Abraham Lincoln non fece discorsi, lasciando che l'apparato del proprio partito facesse marciare gli elettori in massa verso le urne. Anche se tutti e tre gli oppositori di Lincoln avessero formato un ticket comune - cosa del tutto impossibile date le loro differenze ideologiche - il 40 per cento dei voti su cui Lincoln poteva contare era sufficiente per portare il Nord e vincere le elezioni, nel voto popolare come nel collegio elettorale.

## Guerra civile
La guerra civile non fu vinta solo dall'intelligenza del presidente Lincoln, ma dal fatto che venne raggiunta attingendo e sintetizzando i punti di forza dell'abolizionismo, del suolo libero, della democrazia e del nazionalismo. Negli anni della guerra, la Confederazione abbandonò ogni attività di partito, perdendo così i vantaggi di un'organizzazione impegnata a sostenere l'amministrazione. Al contrario, nell'Unione, il Partito Repubblicano sostenne all'unanimità lo sforzo bellico, trovando ufficiali, soldati da arruolare e volontari, distribuendo aiuti a mogli e vedove, finanziando i rifornimenti bellici, anche con acquisti di obbligazioni statali e diffondendo l'entusiasmo fondamentale per la vittoria. Anche i Democratici in un primo momento sostennero una guerra per mantenere salda l'Unione, e nel 1861 molti esponenti democratici divennero colonnelli e generali. Annunciato da Lincoln nel settembre 1862, il Proclama di emancipazione fu progettato principalmente per distruggere la base economica del "potere schiavista". Inizialmente il Proclama alienò all'Unione molti democratici del nord e persino alcuni repubblicani moderati, riluttanti a sostenere una guerra a beneficio di quella che essi consideravano una razza inferiore. I Democratici ottennero guadagni significativi nelle elezioni di medio termine del 1862, ma i Repubblicani mantennero il controllo con il sostegno del Partito Unionista, rafforzatosi anche con i fuoriusciti del Constitutional Union Party. Il successo sui campi di battaglia (soprattutto la caduta di Atlanta) supportò in modo significativo i repubblicani nelle elezioni del 1864, mentre i Democratici tentarono di capitalizzare le reazioni negative all'emancipazione, ma queste erano in qualche modo svanite a causa del successo che il Proclama aveva avuto nell'indebolimento degli stati confederati del sud. Inoltre, i repubblicani riuscirono a tematizzare all'interno della campagna elettorale le accuse di tradimento contro i "Copperheads" rendendole un fattore di successo. L'esercito dell'Unione divenne sempre più repubblicano nella sua composizione; considerando anche che la maggioranza dei democratici arruolati si mosse verso la casa repubblicana, inclusi leader chiave come John Logan e Ben Butler.

## Il "dopo guerra"
Le questioni della guerra civile e della ricostruzione polarizzarono i due partiti fino a quando il compromesso del 1877 pose fine alla guerra politica. Lo scenario politico del quarto di secolo successivo alla guerra civile fu dominato dai temi da essa generati; da una parte i repubblicani sventolavano la "camicia insanguinata" (dei soldati unionisti morti), dall'altra i democratici mettevano in guardia contro l'inesistente "supremazia nera" nel sud e la plutocrazia nel nord. I repubblicani modernizzatori, che avevano fondato il partito nel 1854, guardarono con sospetto la presunta corruzione del presidente Ulysses S. Grant e dei suoi veterani di guerra, sostenuti dal voto dei liberti. Nel 1872, i dissidenti del partito del presidente formarono un partito "repubblicano liberale" solo per vederlo distrutto dalla rielezione di Grant, avvenuta nello stesso anno. Verso la metà degli anni '70 fu a tutti chiaro che il nazionalismo confederato era morto e tutti, eccetto i più ferventi repubblicani (gli "Stalwarts"), concordavano sul fatto che la coalizione repubblicana meridionale di liberti, scalawags e carpetbagger afroamericani fosse impotente e senza speranza. Nel 1874 i Democratici ottennero grandi maggioranze al Congresso, dopo che la depressione economica era divenuto un problema importante. La gente chiedeva per quanto tempo ancora i repubblicani avrebbero potuto usare l'esercito per imporre il controllo nel sud.

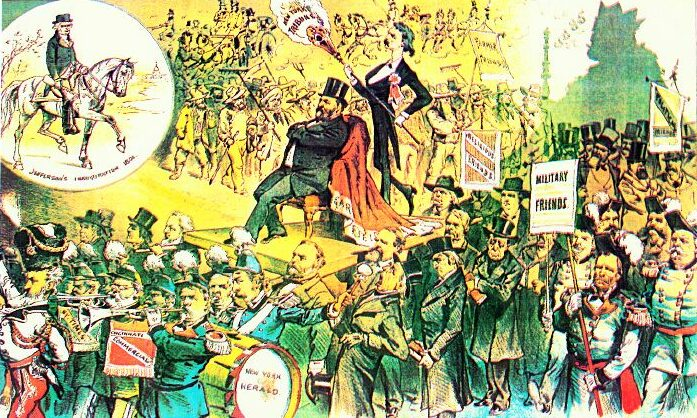
Una vignetta del 1881 che attacca lo splendore imperiale dell'inaugurazione di Garfield in contrasto con la semplicità repubblicana di Jefferson (in alto a sinistra)

Nel 1876 Rutherford Hayes divenne presidente dopo un conteggio elettorale molto controverso, a dimostrazione che la corruzione della politica negli Stati del Sud minacciava la legittimità della presidenza stessa. Dopo la rimozione delle ultime truppe federali nel 1877, il Partito Repubblicano nell'ex Confederazione cadde nell'oblio, tenuto in vita solo dalle briciole del patrocinio federale. Sarebbero quindi passati oltre quarant'anni, prima che un repubblicano vincesse un ex stato confederato alle elezioni presidenziali.

## Culmine e collasso, 1890–1896
Nuovi problemi emersero alla fine degli anni 1880, quando Grover Cleveland e i Bourbon Democrats fecero della tariffa bassa "solo per le entrate" un grido di battaglia dei Democratici nelle elezioni del 1888 e il Congresso, a maggioranza repubblicana, nel 1890 legiferava su tariffe elevate e spese elevate. A livello statale i pietisti moralisti spingevano per introdurre o inasprire il proibizionismo e, in alcuni stati, per l'eliminazione delle scuole di lingua straniera al servizio degli immigrati tedeschi. Nel 1890, in Wisconsin, la Bennett Law, introducendo l'obbligo dell'uso della lingua inglese nelle scuole, danneggiava gli immigrati, specie quelli provenienti dalla Germania, e produsse una feroce battaglia etnoculturale che vinsero i Democratici. I milioni di immigrati che giunsero negli Stati Uniti dopo la guerra si divisero politicamente secondo le appartenenze etniche e religiose; il numero di emigrati tedeschi che convogliarono il proprio consenso sul Partito Democratico diede a quest'ultimo la maggioranza nazionale nel 1892. La lealtà al partito stava iniziando a indebolirsi, come evidenziato dai flussi elettorali in entrata ed in uscita del voto dei tedeschi e dall'improvvisa ascesa dei populisti. Le campagne elettorali in stile militare che avevano caratterizzato il periodo bellico e quello immediatamente successivo dovevano essere necessariamente integrate da "campagne educative", che si concentravano maggiormente sugli elettori oscillanti e non fidelizzati.

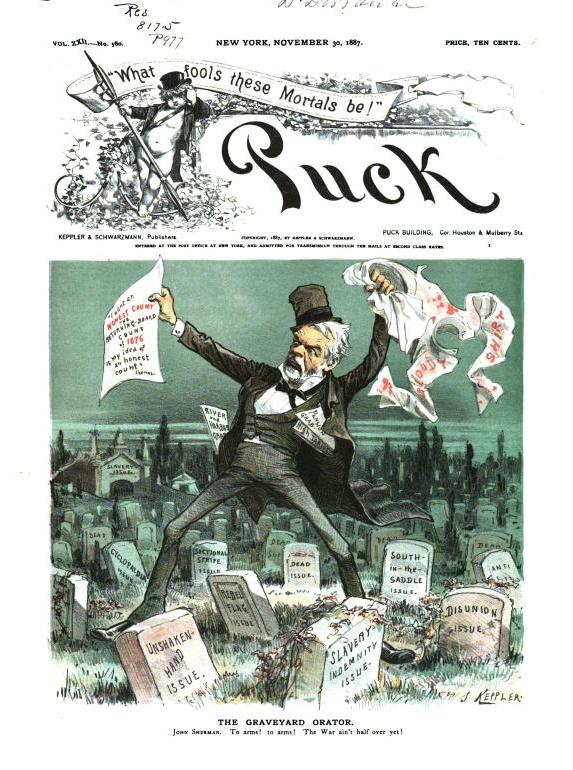
La rivista democratica ridicolizza l'uso repubblicano dei ricordi di guerra della "camicia insanguinata".

Il secondo mandato di Cleveland fu rovinato da una grave depressione, il panico del 1893, che minò anche l'attrattiva delle coalizioni populiste vagamente organizzate nel sud e nell'ovest. Uno straordinario trionfo repubblicano nel 1894 quasi spazzò via il Partito Democratico a nord della linea Mason-Dixon. In vista delle elezioni del 1896, William Jennings Bryan e i radicali bimetallisti (c.d. "silveristi") presero il controllo del Partito Democratico, denunciarono gli errori politici del proprio presidente, che non intendeva comunque cercare la candidatura per un terzo mandato, e chiesero un ritorno al ruralismo delle origini del partito, richiamandosi alla democrazia jeffersoniana. Bryan, nel suo discorso alla Croce d'oro, parlò di lavoratori e agricoltori crocifissi dalle grandi imprese, dai banchieri malvagi e dal sistema aureo del gold standard. Con Bryan che teneva da 5 a 35 discorsi al giorno in tutto il Midwest, i sondaggi di opinione informali ("straw polls") mostrarono che la sua crociata aveva determinato un vantaggio democratico nel Midwest che rese la situazione critica per i repubblicani. Il candidato presidenziale Repubblicano, William McKinley, e il presidente del partito, Mark Hanna, ripresero il controllo della situazione e la loro controcrociata fu una campagna di educazione che faceva largo uso di nuove tecniche pubblicitarie. McKinley avvertì che il bimetallismo di Bryan avrebbe distrutto l'economia e attraverso l'uguaglianza avrebbe reso tutti poveri. McKinley promise prosperità attraverso una forte crescita economica basata su valuta forte, fiducia delle imprese e abbondanza di posti di lavoro ben pagati nell'industria. Allo stesso modo, gli agricoltori avrebbero tratto vantaggio dalla vendita dei propri prodotti a un ricco mercato interno. Ogni gruppo razziale, etnico e religioso avrebbe prosperato e il governo non sarebbe mai stato utilizzato da un gruppo per attaccarne un altro. In particolare, McKinley rassicurò gli immigrati tedeschi allarmati da un lato dall'inflazione, non avversata dalle politiche proposte da Bryan, e dall'altro fortemente preoccupati dal proibizionismo. La schiacciante vittoria di McKinley in grado di canalizzare il consenso sia nelle aree urbane che in quelle agricole del nord-est e del Midwest, nonché di uomini d'affari ed operai. Il candidato Repubblicano vinse in quasi tutte le città di 50.000 abitanti, mentre Bryan trionfò nel sud rurale, vietato ai repubblicani, e negli stati di montagna. La vittoria di McKinley, consolidata da una rielezione ancora più decisiva nel 1900, ratificò così una delle ideologie centrali della politica americana del ventesimo secolo, il pluralismo.

## Cambiamenti nella campagna elettorale nel 1896
Facendo una campagna instancabilmente con oltre 500 discorsi in 100 giorni, William Jennings Bryan prese il controllo dei titoli dei giornali nelle elezioni del 1896. L'energico attivismo oratorio del candidato democratico influenzò le scelte editoriali dei giornali anche al di là della loro linea politica - la maggior parte dei giornali gli si opponeva - perché non importava più tanto quello che diceva, ma più semplicemente la frequenza con la quale lo diceva e così i suoi discorsi finivano spesso in prima pagina. Anche il finanziamento delle campagne elettorali cambiò radicalmente a partire da quella presidenziale del 1896. Fino ad allora, le campagne elettorali erano finanziate dai partiti attraverso il ricorso al patrocinio federale, ma la riforma della pubblica amministrazione minò quelle entrate e le fonti di finanziamento esterne, completamente nuove, divennero fondamentali. Mark Hanna informava sistematicamente gli uomini d'affari e finanzieri preoccupati dalle sorti elettorali che aveva un piano per vincere le elezioni, "fatturando" loro una parte del relativo costo. Hanna spese così 3,5 milioni di dollari in tre mesi per discorsi, opuscoli, poster e manifestazioni che mettevano tutti in guardia contro il pericolo dell'anarchia se Bryan avesse vinto, e contemporaneamente offrivano prosperità e pluralismo sotto William McKinley. La stessa lealtà al partito si indebolì, poiché gli elettori passavano da un partito all'altro molto più spesso e divenne rispettabile dichiararsi "indipendente".

## Partiti terzi
Per tutto il diciannovesimo secolo, partiti terzi come il Prohibition Party, il Greenback Party e il Populist Party fecero leva su un diffuso sentimento antipartitico e sulla convinzione che il governo avrebbe dovuto occuparsi del bene pubblico, piuttosto che di programmi di parte. Poiché questa posizione era basata più sulle esperienze sociali che su qualsiasi ideologia politica, l'attività apartitica era generalmente più efficace a livello locale. Quando i candidati dei partiti terzi cercavano di affermarsi sulla scena politica tradizionale, erano tuttavia costretti a tradire le basi antipartitiche del proprio movimento alleandosi con i principali leader di partito, perdendo il supporto dei sostenitori apartitici e indebolendo i movimenti dei terzi partiti alla fine del diciannovesimo secolo. Molti movimenti riformatori e apartitici prestarono quindi il proprio sostegno al Partito Repubblicano, che promise di occuparsi di questioni per loro importanti, come la schiavitù o il proibizionismo.

## Quarto sistema bipartitico, 1896-1932
La schiacciante vittoria repubblicana del 1896, ripetuta quattro anni più tardi, ripristinò la fiducia delle imprese e avviò tre decenni di prosperità che i repubblicani si intestarono e spazzò via i problemi e le personalità del terzo sistema bipartitico. Il periodo 1896-1932 può essere chiamato Fourth Party System, nel quale la maggior parte dei blocchi elettorali rimase invariata, ma altri soggetti si riallinearono, dando un forte predominio repubblicano nel nord-est industriale, ancorché fossero chiare le indicazioni per una nuova era progressista volta ad imporre un nuovo modo di pensare ed una nuova agenda per la politica.
Allarmati dalle nuove regole del gioco per il finanziamento delle campagne elettorali, i progressisti avviarono indagini e denunce (da parte dei giornalisti "muckraker") sui legami corruttivi tra capi di partito e uomini d'affari. Nuove leggi ed emendamenti costituzionali indebolirono i capi del partito istituendo le primarie ed eleggendo direttamente i senatori. Theodore Roosevelt condivideva la crescente preoccupazione per l'influenza delle imprese sul governo. Quando il suo successore alla presidenza, William Howard Taft, sembrò essere troppo "morbido" con i conservatori "pro-business", Roosevelt ruppe con il suo vecchio amico e il suo vecchio partito e, dopo aver perso, a favore di Taft, la nomination repubblicana del 1912, fondò un nuovo partito progressista, il Bull Moose Party, e si candidò come terzo partecipante alle presidenziali. Roosevelt superò Taft (che vinse due soli stati) sia nel voto popolare, che nel collegio elettorale, ma la divisione dei candidati provenienti dal Partito Repubblicano permise a Woodrow Wilson di essere eletto e rese i conservatori pro-business la forza dominante nel Partito Repubblicano.

### Fonti primarie
- Silbey, Joel H., ed. The American party battle: election campaign pamphlets, 1828–1876 (2 vol., 1999) vol 1 online; online edition vol 2